# Dzsarír ibn Atijja
Dzsarír ibn Atijja (meghalt 728 k.) az Omajjád-kori arab költészet egyik legkimagaslóbb alakja volt.
Életéről nem sokat tudunk. A Tamím törzs Kulajb nemzetségéhez tartozott. A mai Bahrein területén élt, és verseivel elnyerte al-Haddzsádzs ibn Júszuf, a hírhedt iraki kormányzó jóindulatát és pártfogását. Később Abd al-Malik és II. al-Valíd kalifa damaszkuszi udvarában is felbukkant, de csak később, II. Omár alatt részesült meleg fogadtatásban.
Dzsarír neve elválaszthatatlan Farazdakétól, aki a szintén Tamím törzshöz tartozó Dárim nemzetség fia volt. A két mezopotámiai születésű költő a gúnyversek (hidzsá) kiemelkedő művelője volt, és tehetségüket leginkább egymás ellen érvényesítették. Költeményeikben egekig magasztalták dicső őseiket és törzsüket, míg kíméletlenül kipellengérezték a másik család és törzs múltjának kétes eseményeit. Elsősorban Farazdak büszkélkedhetett apjával és nagyapjával, akik a Tamím törzs berkein belül nagy hírnévre tettek szert dicső tetteikkel és bőkezűségükkel – igaz, az irodalomtörténet Dzsarír verseit nagyobbra értékeli, mivel azokban a szokásos témák mellett a humoros reflexiók is felbukkannak.
A vetélkedésbe a kor harmadik költőóriása, a keresztény al-Ahtal is beszállt Farazdak oldalán. A kölcsönös szapulás és ellenségeskedő dicsekvés termékeit az arab irodalmárok külön műszóval illetik (an-Nakáid = Az ellentétek).